# Solter tenellus
Solter tenellus is een insect uit de familie van de mierenleeuwen (Myrmeleontidae), die tot de orde netvleugeligen (Neuroptera) behoort. 
Solter tenellus is voor het eerst wetenschappelijk beschreven door Hölzel in 1988.